# Ліверпульський порт
Ліверпульський порт — морський фасад англійського міста Ліверпуль, що з 2004 по 2021 роки входив до списку Всесвітньої спадщини ЮНЕСКО під назвою «Ліверпуль — морське та торгове місто» (англ. Liverpool Maritime Mercantile City).

## Історія
Ліверпульський порт був заснований в 1207 році за наказом короля Іоанна Безземельного, хоча поселення на цьому місці існувало і раніше. Тут почали проводитися ярмарки і до міста почали прибувати купці.
Справжній розквіт припав на епоху Британської імперії. Саме сюди з колоній Північної Америки та Вест-Індії прибували кораблі з вантажами екзотичних товарів і рабів, звідси ж відпливали емігранти. Перший док в Ліверпулі був побудований в 1715 році. Під час промислової революції місто стало третім за величиною портом Англії, де активно розвивається суднобудування. У 1849 році був проритий канал, що з'єднав місто з Манчестером.
Ліверпульський порт був включений до списку Світової спадщини у 2004 році як речове свідчення еволюції Британської імперії та масового перетікання населення (рабів, мігрантів) з Європи на інші континенти. Наголошувалося, що у вікторіанському Ліверпулі (через який проходило до 40 % зовнішньої торгівлі Європи) вперше було випробувано багато сучасних портових технологій, що згодом отримали поширення по всьому світу.
Під захистом ЮНЕСКО знаходилися шість ділянок у центрі міста: райони Пір-Хед (Роял-Лайвер-білдінг, 1908—1911; штаб-квартира компанії Cunard Line, 1914—1916; Будівля ліверпульського порту, 1907), Альберт-Док і Стенлі-Док, райони вулиць Вільям-Браун-Стріт, Дюк-Стріт та Кесл-Стріт. Кожна з ділянок відображає той чи інший період портової історії Ліверпуля, проте переважають вікторіанські промислові будівлі та доки на чавунному каркасі. Загалом площа території, що охоронялася, становила 136 га.
У 2012 році морський фасад Ліверпуля опинився в списку об'єктів Світової спадщини, що знаходяться під загрозою знищення, через плани будівництва в безпосередньому сусідстві з історичними портовими будівлями гостросучасного по архітектурі комплексу Liverpool Waters (хмарочоси, пристань для круїзних лайнерів та стадіон футбольного клубу «Евертон»).
У 2009 році нова будівля пристані, що перекрила вид на старовинну архітектуру, була відзначена антинагородою Carbuncle Cup (присуджується найпотворнішій будівлі, побудованій у Великій Британії за рік). Преса писала про вандалізм морського фасаду міста, проте міська влада (підтримувана більшістю жителів) наполягала на необхідності ревіталізації портової інфраструктури епохи промислової революції, яка занепала.
У липні 2021 року ЮНЕСКО позбавило Ліверпульський порт статусу пам'ятника Світової спадщини, оскільки через продовження масштабної забудови зі скла та бетону морський фасад «незворотно втратив унікальні риси», що становили його цінність як зразок розвитку торговельного порту XVIII—XIX століть Порт став лише третім об'єктом в історії, який коли-небудь був виключений зі списку ЮНЕСКО. .

## Галерея

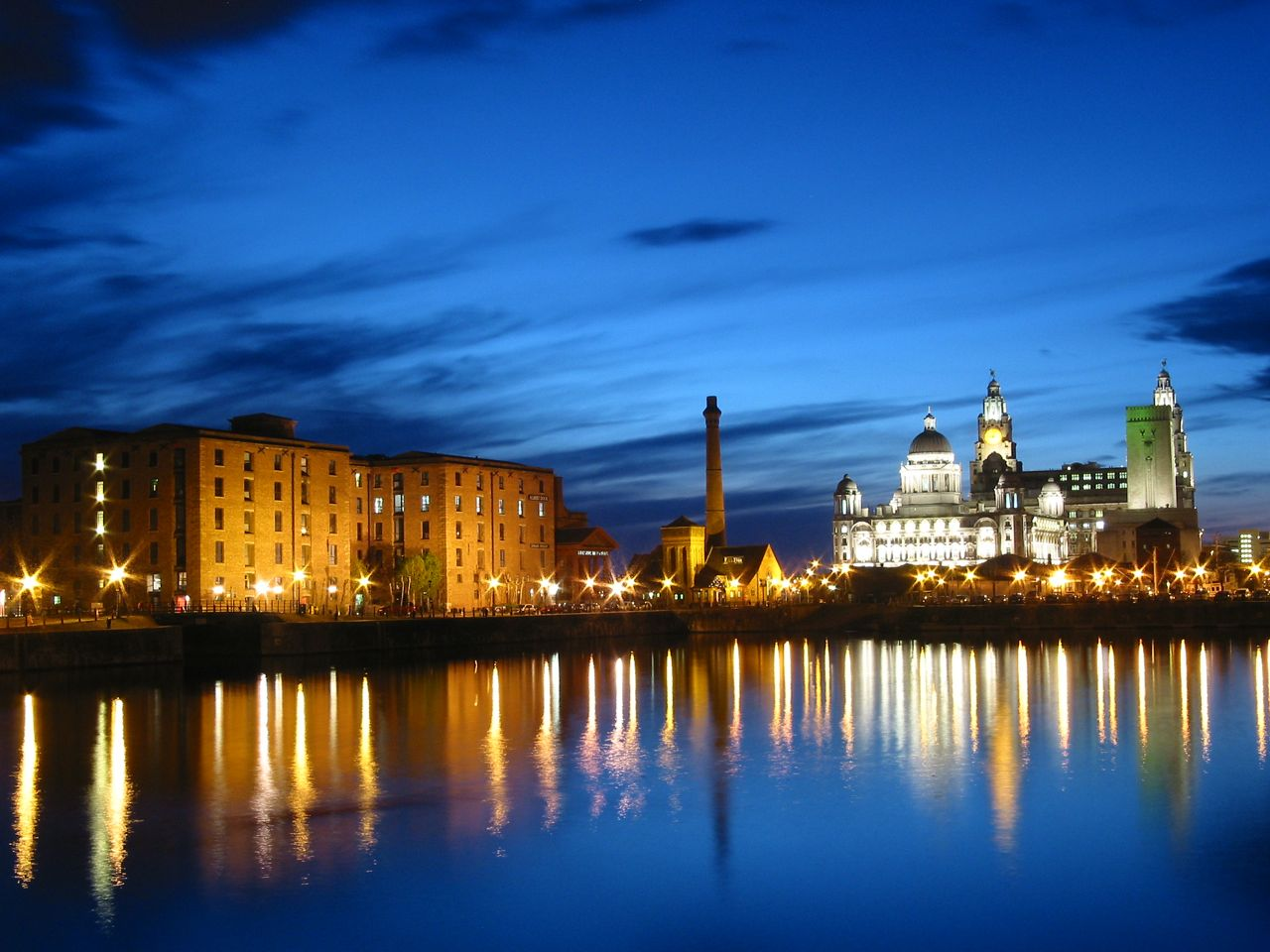
Будинки вікторіанської та едвардіанської епох до початку модернізації портової зони
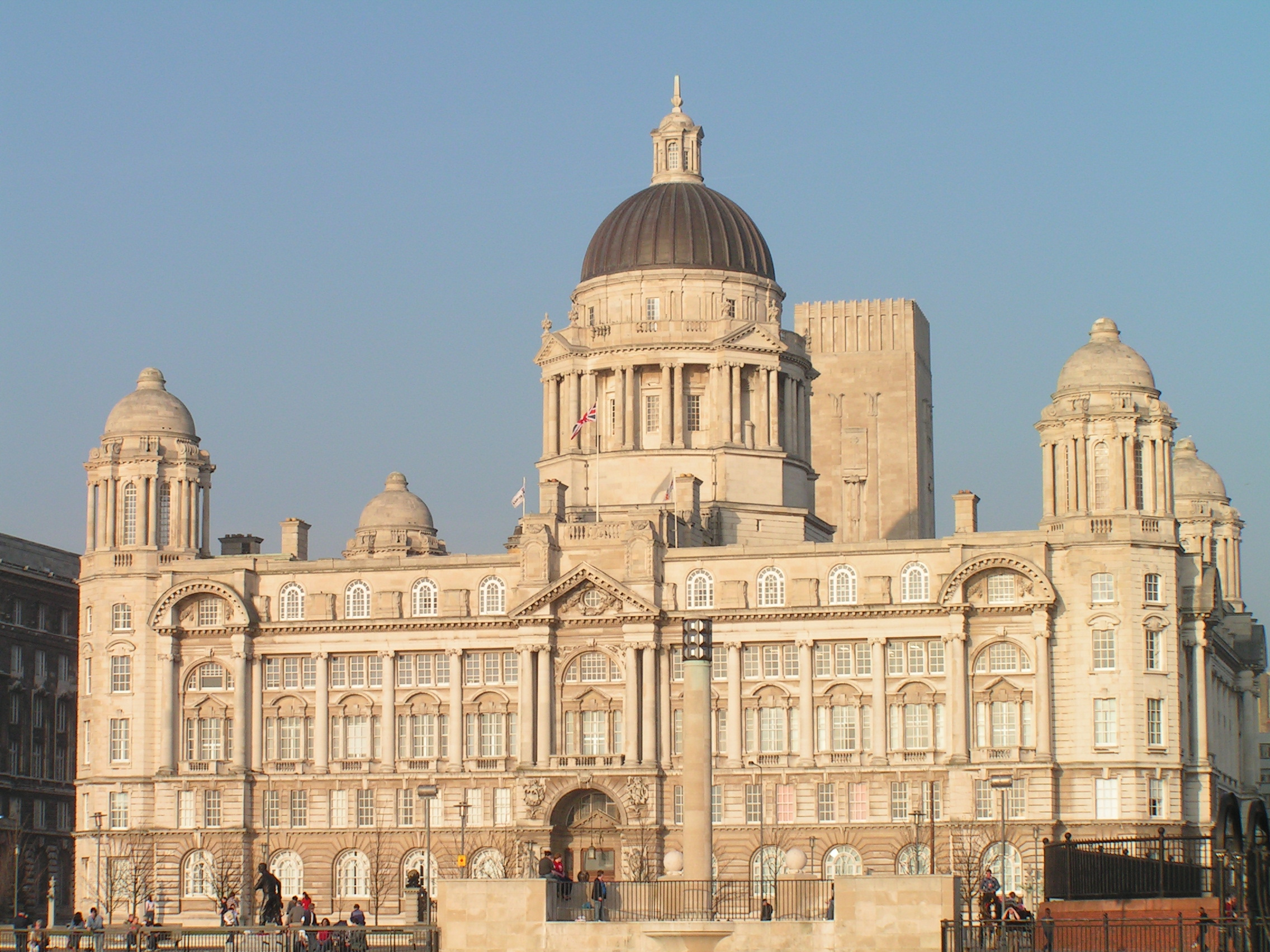
Будівля Ліверпульського порту
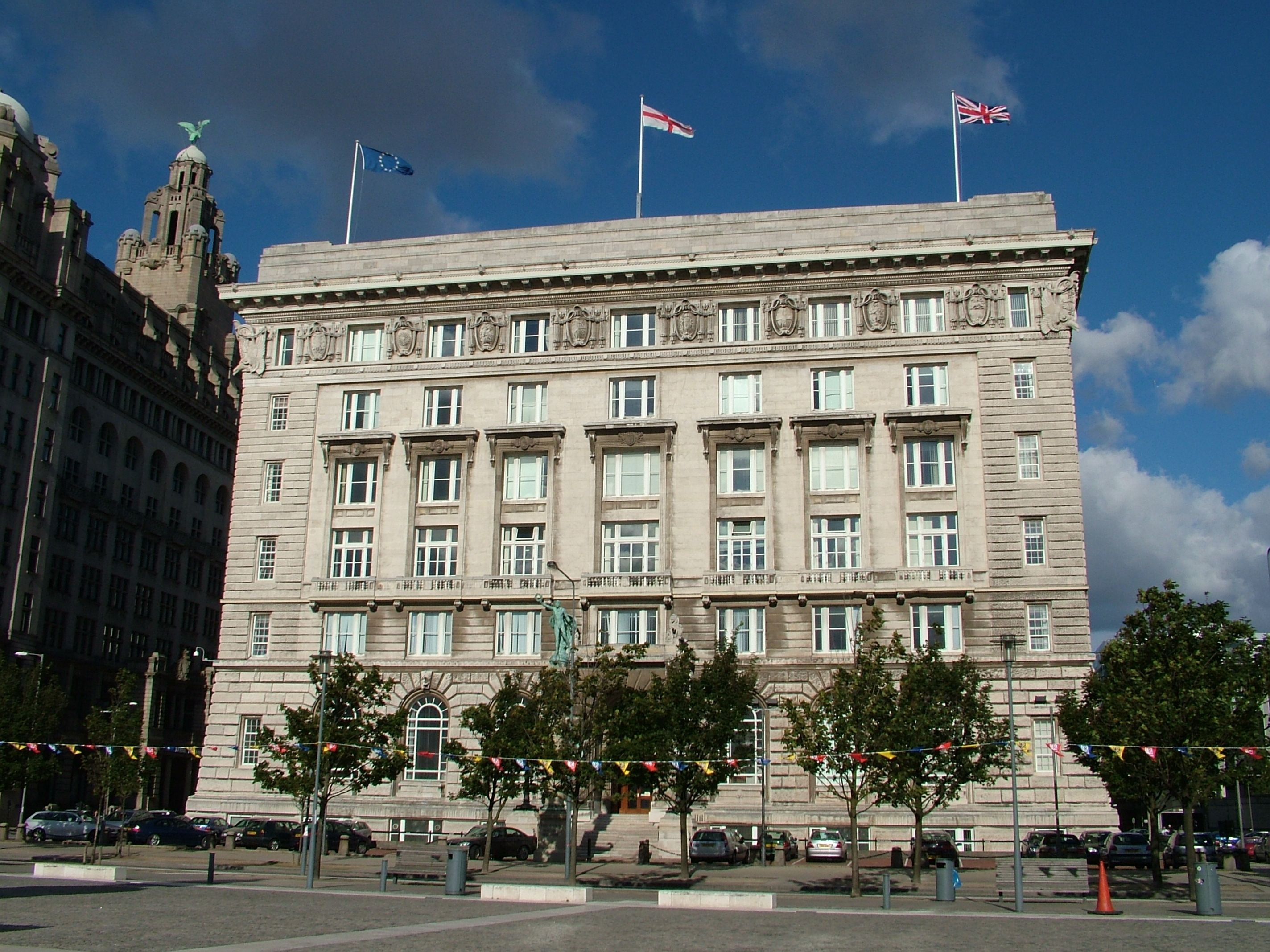
К'юнард-білдінг
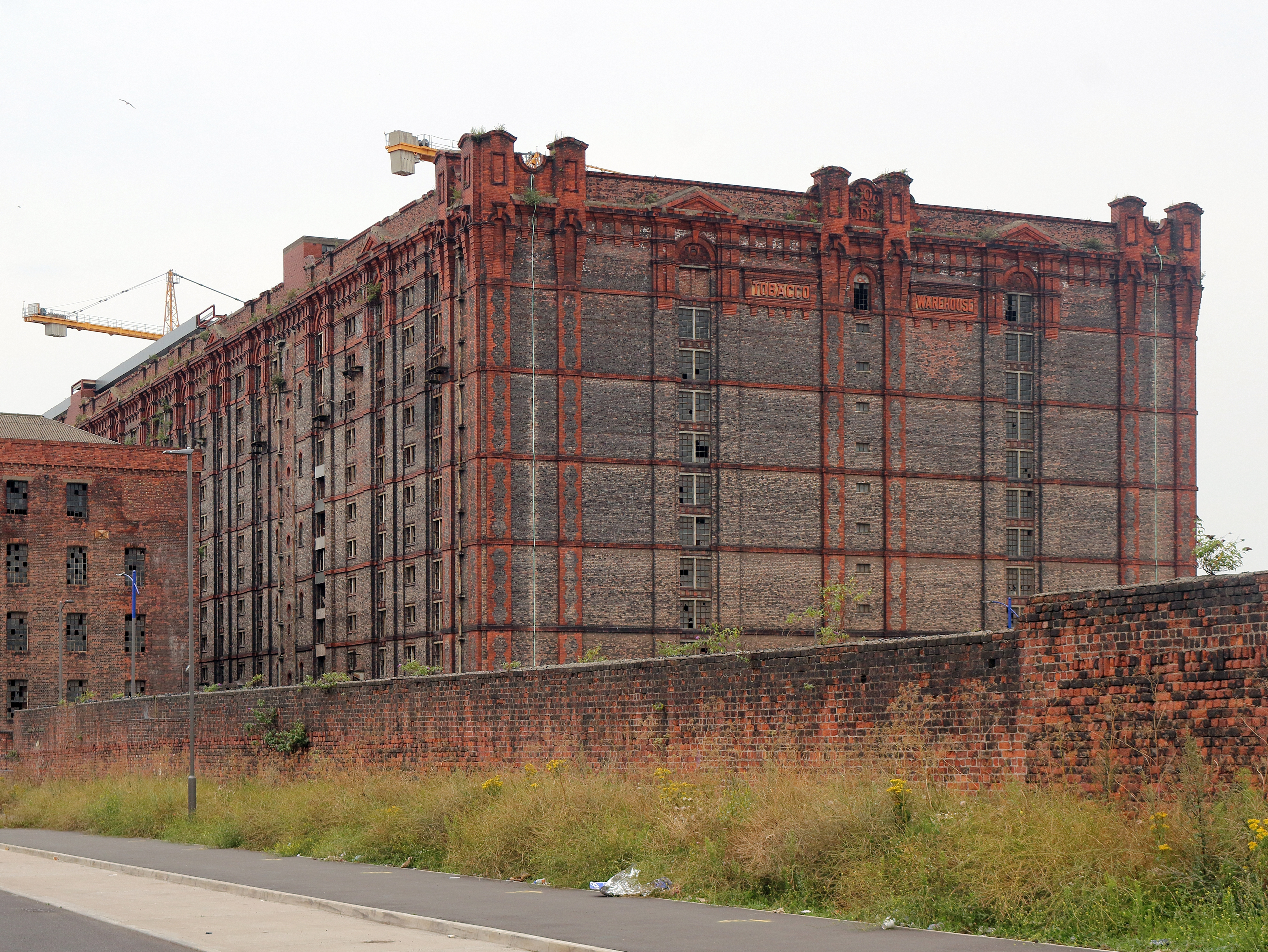
Тютюновий склад Stanley Dock
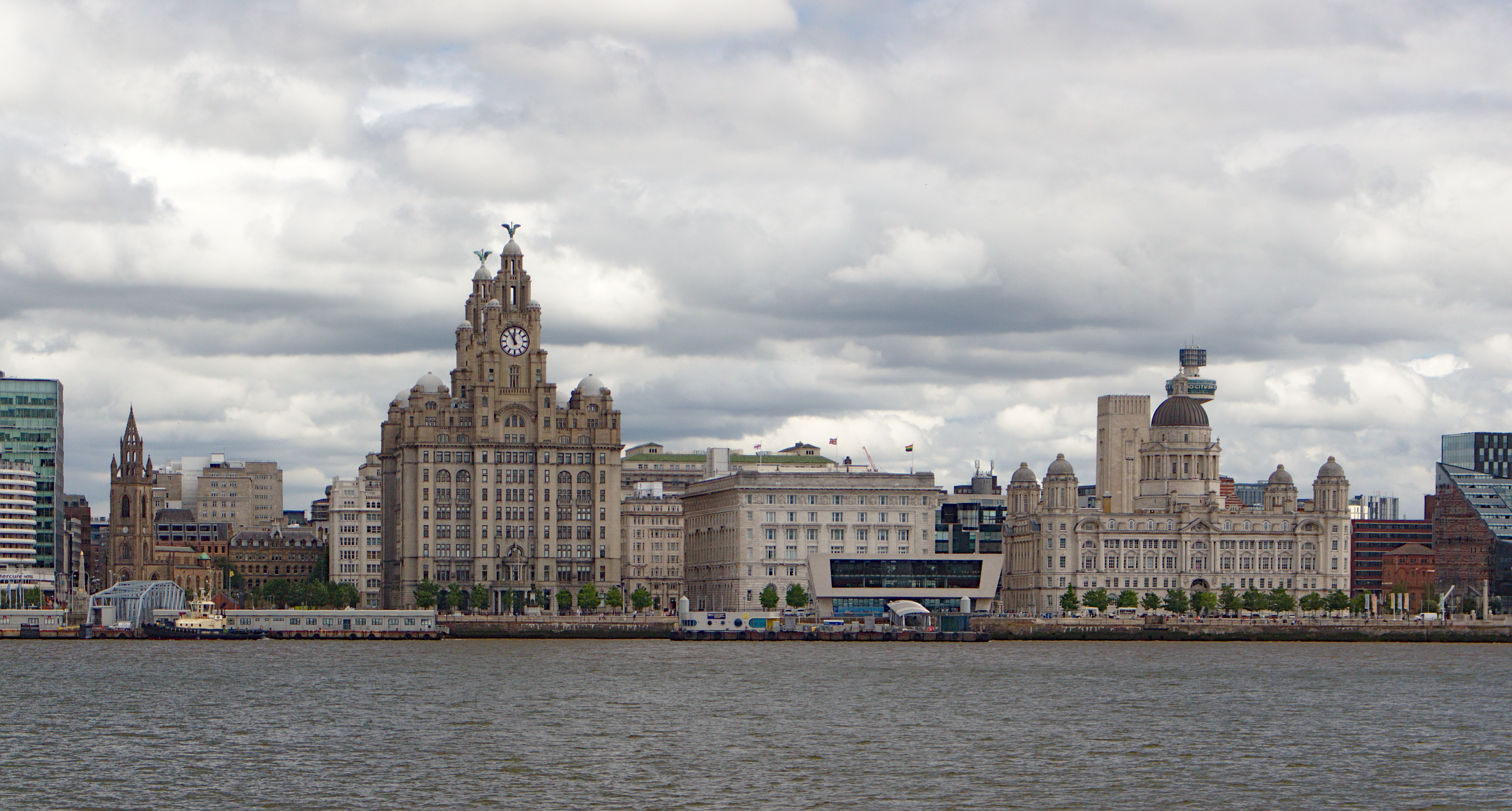
Морський фасад в оточенні будівель XXI століття
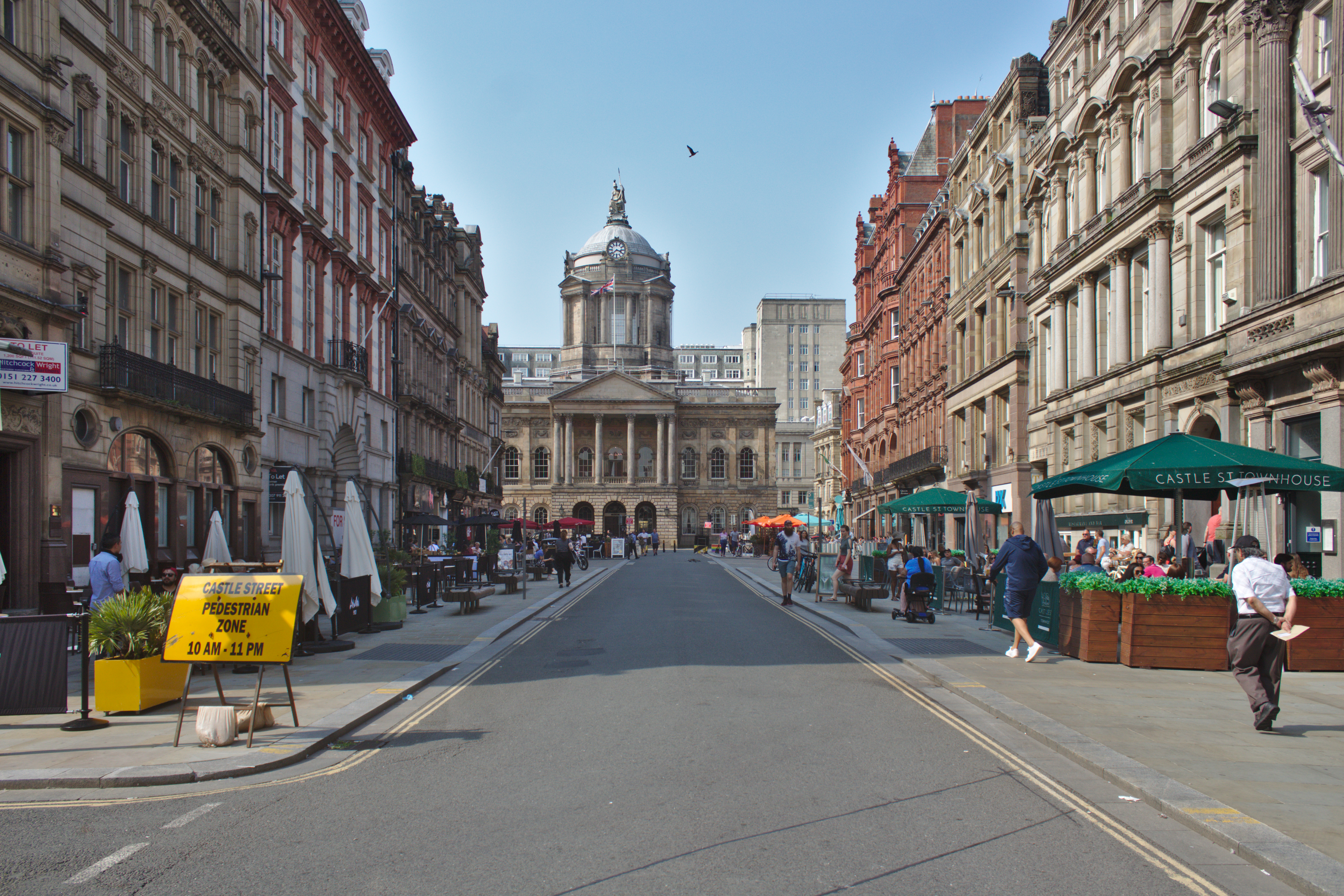
Кесл-стріт із Ліверпульською ратушею  кінці дороги
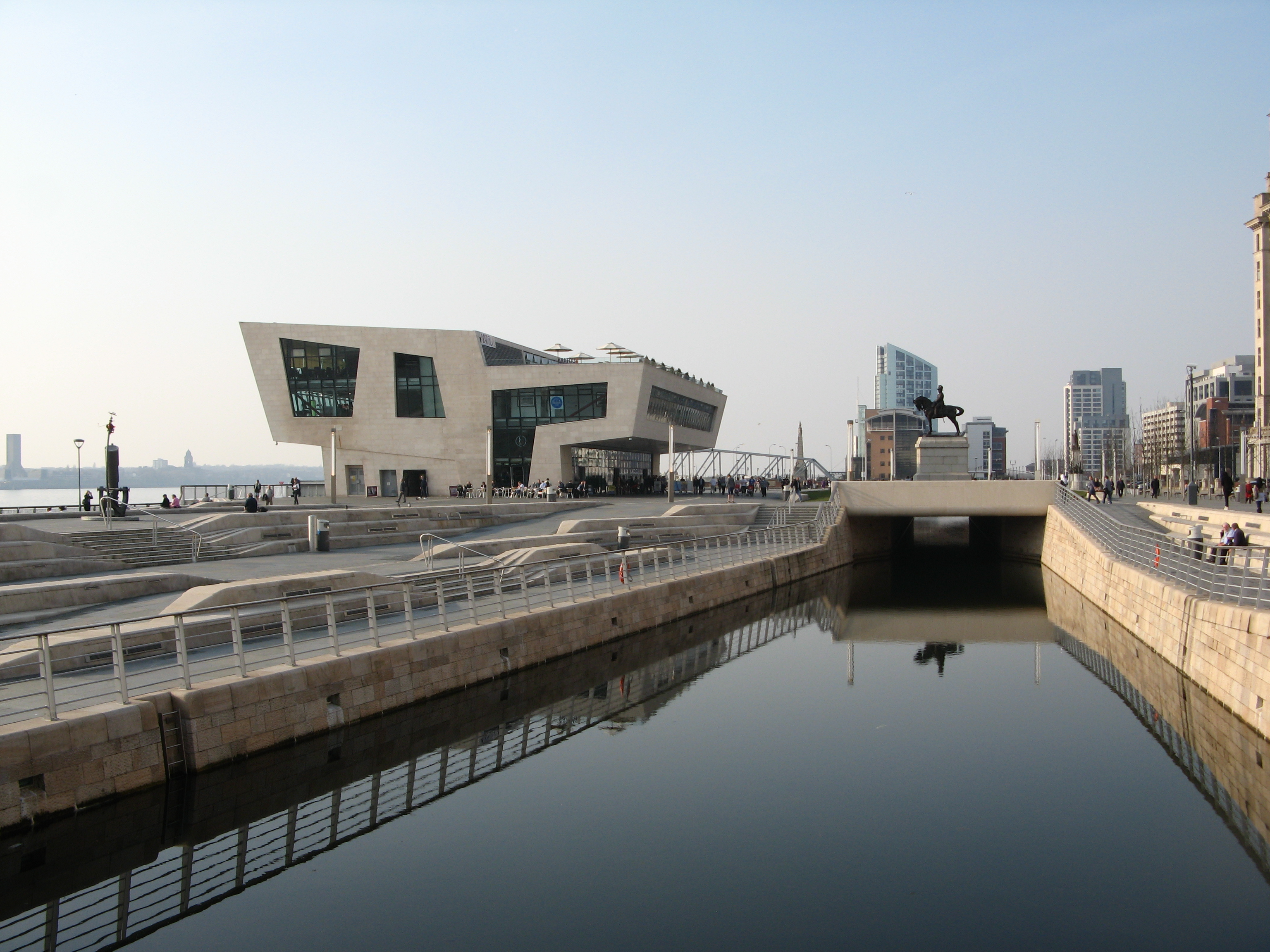
Морський термінал Пір-Хед, що був визнаний найпотворнішою будівлею 2009 року і зіпсував історичний вигляд порту[10].

Панорамний вид Альберт-Доків